# General Motors Motorama
Pour les articles homonymes, voir General Motors, GM et Motorama (homonymie).
Le General Motors Motorama est un ancien salon automobile et d'électroménager, organisé entre 1949 et 1961 par le constructeur automobile américain General Motors,, avec plus de 2 millions de visiteurs annuels.  

## Histoire
Le General Motors Motorama est initialement créé en 1931, sous forme de salon privé (réservé à des invités privilégiés de la marque) par Alfred P. Sloan (président général emblématique, puis président du conseil d'administration de General Motors pendant près de 30 ans, de 1923 à 1956). Il a lieu généralement la première semaine de janvier, dans les salons du prestigieux gratte-ciel Waldorf-Astoria de Park Avenue de Manhattan à New York, sous le patronage de salon de l'automobile de New York. Il concurrence entre autres la Rotonde Ford (en) de Ford, créé en 1933 à Dearborn près de Détroit (Michigan).  
Le salon est relancé après la Seconde Guerre mondiale, en janvier 1949, ouvert au public, avec un important succès d'après-guerre, au Waldorf-Astoria, ainsi que dans de nombreuses villes des États-Unis, dont Miami, Los Angeles, San Francisco, Boston, Chicago, et Dallas. 

Quelques modèles exposés
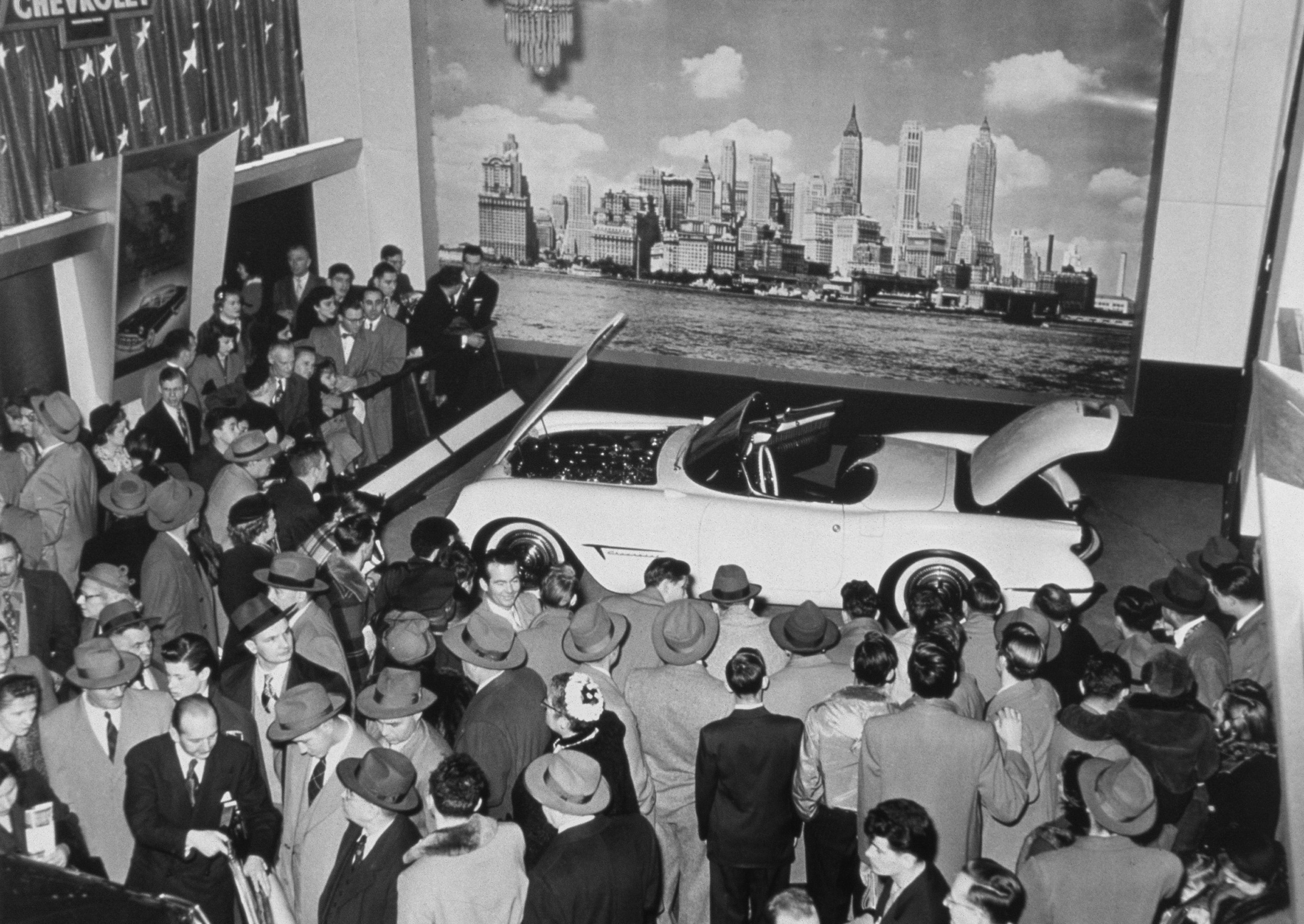
Chevrolet Corvette C1 (1953)
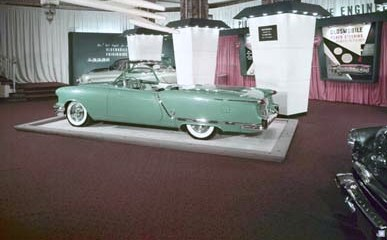
Oldsmobile Starfire (1953)
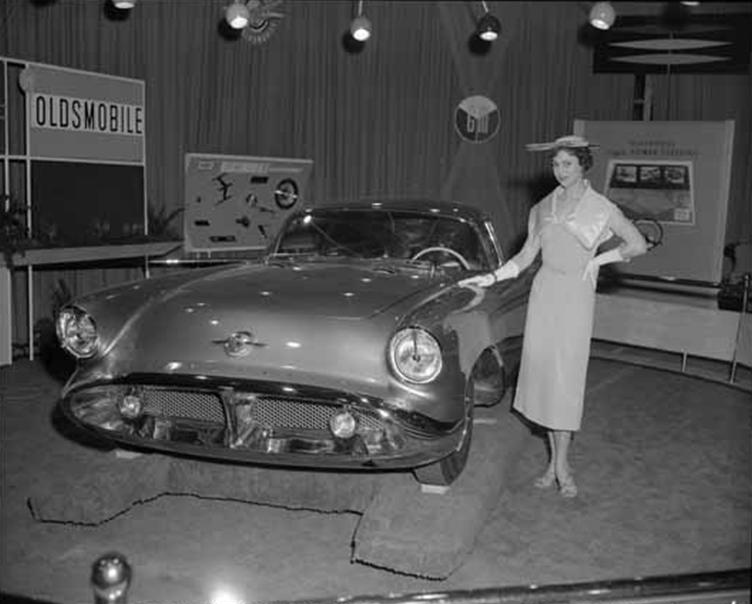
Oldsmobile Cutlass (en) (1954)

Il présente les nouveaux modèles des marques du groupe GM (Oldsmobile, Buick, Cadillac, Chevrolet, Pontiac, et GMC) en même temps que de nombreux prototypes, séries spéciales, et concept cars de rêve extravagants et futuristes, à titre promotionnel, et avec d'importantes campagnes de publicité médiatique américaine.

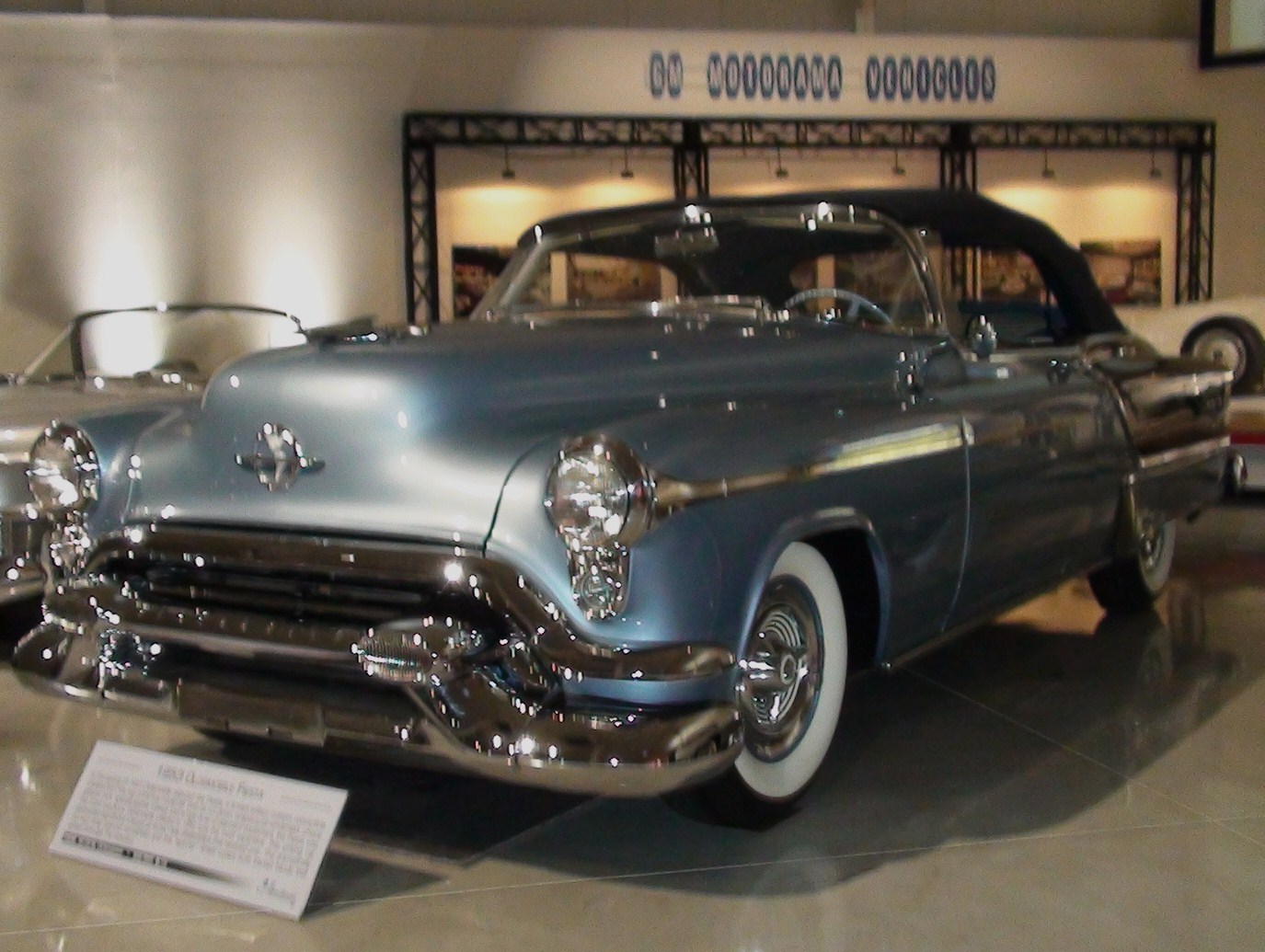
Oldsmobile 98 Fiesta (1954)
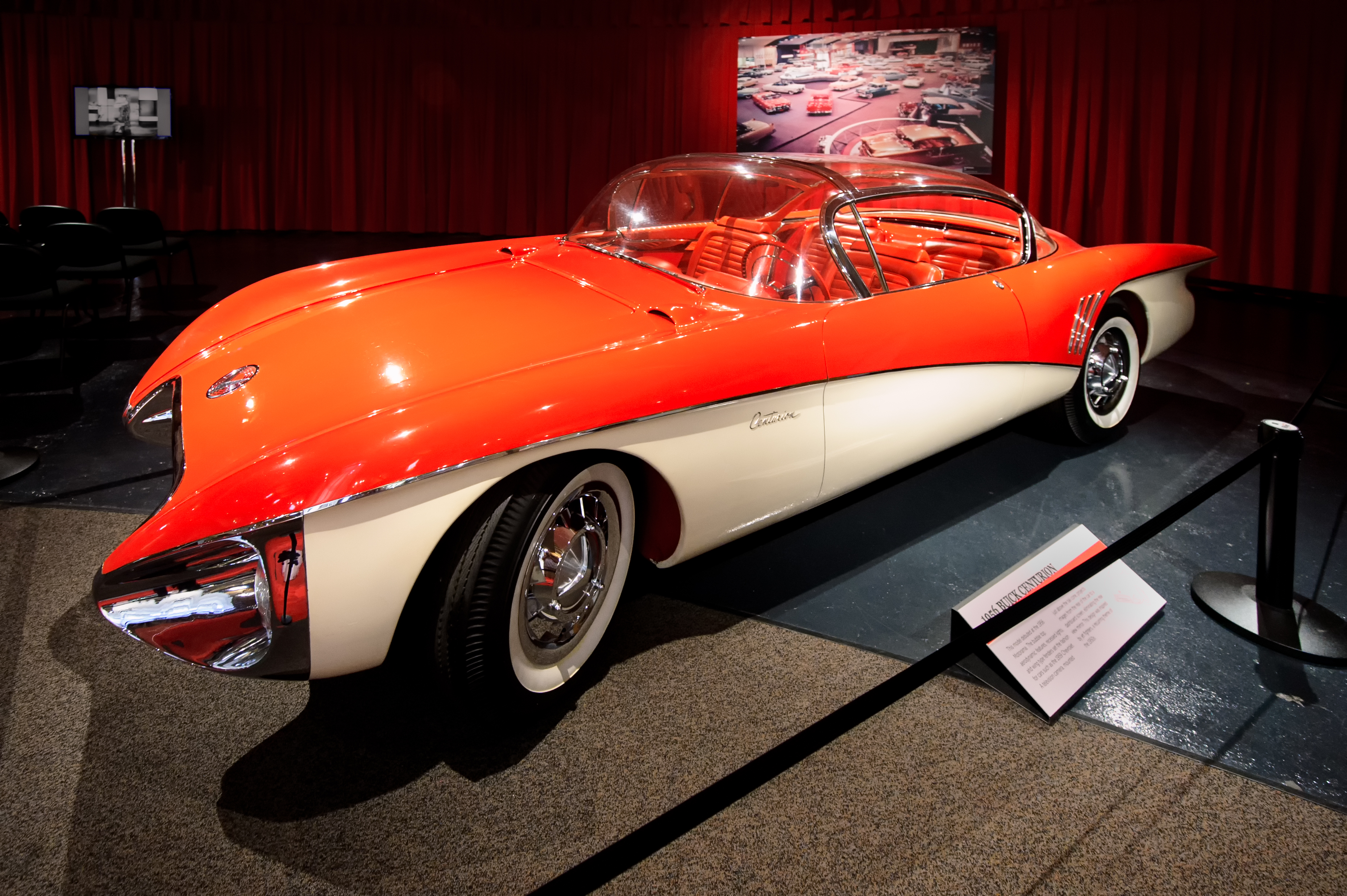
Buick Centurion Concept (1956)
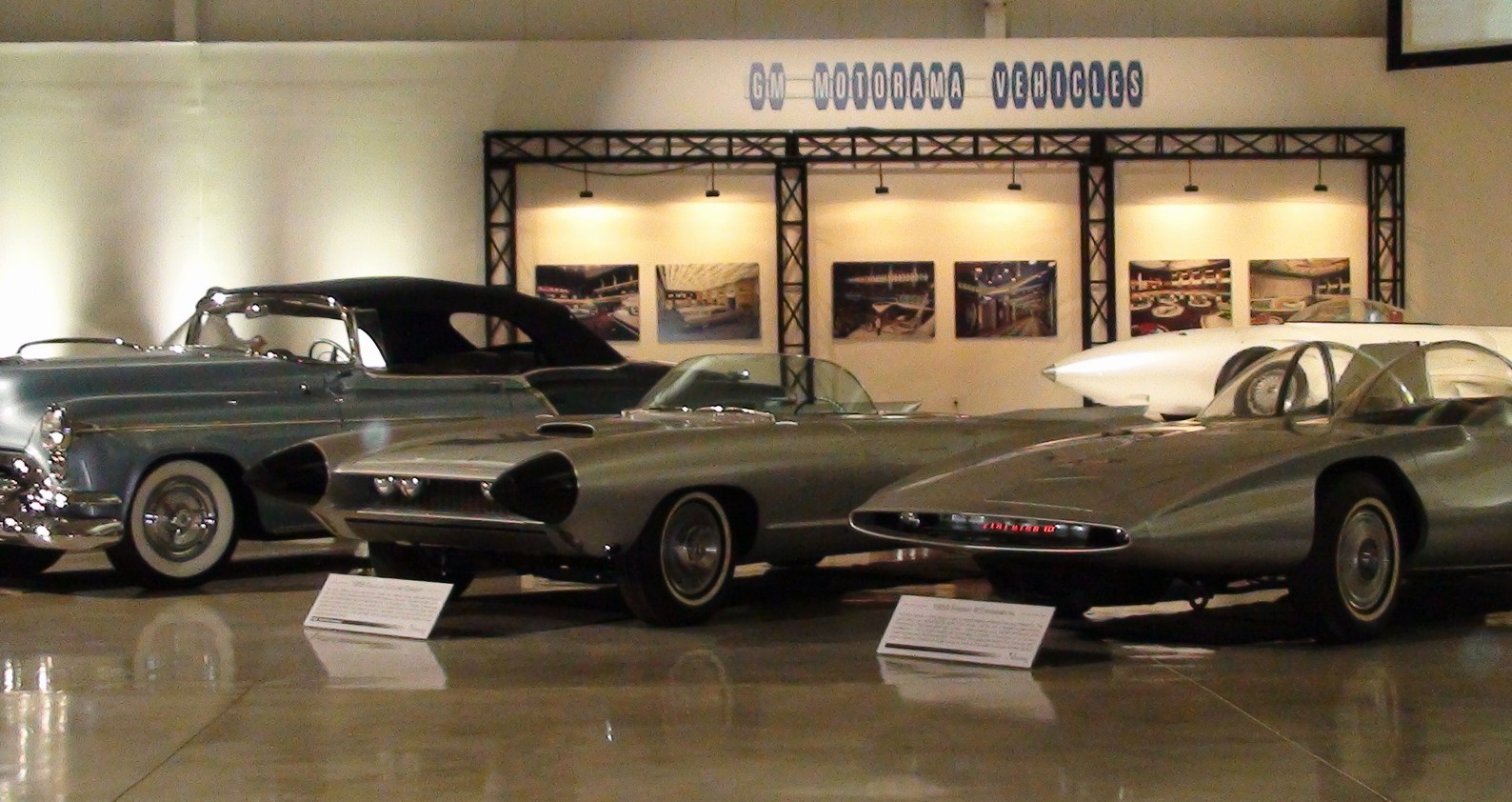
General Motors Firebird III (1959) et Cadillac Cyclone (1959)

Sont présentés également de nombreux produits d'électroménager de la marque Frigidaire.

## Quelques autres salons américains
- Salon de l'automobile de New York
- Salon de l'automobile de Los Angeles
- Salon international de l'automobile d'Amérique du Nord